# مارجيت إلك
مارجيت إلك (بالمجرية: Elek Margit)‏ هي مبارزة بالسيف مجرية، ولدت في 5 أكتوبر 1910 في بودابست في المجر، وتوفي بنفس المكان في 4 فبراير 1986.

## وصلات خارجية
- مارجيت إلك على موقع أوليمبيديا (الإنجليزية)